# کنشگر (یوام‌ال)
کنشگر (به انگلیسی: Actor) در زبان مدل‌سازی یکپارچه، نقش یک کاربر یا هر سیستم دیگر را که با یک موضوع تعامل دارد مشخص می‌کند.